# イバン・ペドロソ
イバン・ペドロソ (Iván Lázaro Pedroso Soler、1972年12月17日 - )は、キューバ・ハバナ出身の陸上競技選手。2000年シドニーオリンピック男子走幅跳の金メダリストである。

## 経歴
ペドロソは、17歳だった1990年に早くも8mジャンパーの仲間入りをしている。その後、カール・ルイスやマイク・パウエルといった強豪たちがひしめく国際舞台で数多くの金メダルを獲得していく。パウエルやルイスが引退した後、彼は圧倒的な力で他の追随を許さなくなる。事実、1997年から2001年のメジャーな大会はすべて優勝している。
1995年のイタリアのセストリエーレの競技会で、ペドロソは、風速＋2.4ｍの中8ｍ89cmを記録した。又、同大会で風速+1.2mの中、8m96の跳躍を行った。これは、1991年にマイク・パウエルが作った8m95の世界記録を破るものであった。しかしながら、イタリア陸連は風力計の前に係員がいたため、正しい風速が計測できなかったということで、この記録をIAAFに送致しなかった。そのため、この記録は幻の世界記録となった。
圧倒的な力を誇ったペドロソであるが、オリンピックにおいては、同種目で4連覇を果たしたカール・ルイスに比べると、いささか印象が薄いのは否定できない。19歳で臨んだバルセロナは4位、アトランタはけがで12位、シドニーでようやく金メダルを獲得するが、アテネでは7位という結果であった。
2013年からは、テディ・タムゴーのコーチを担当している。

## 主な実績
| 年   | 大会                     | 場所                               | 種目   | 結果 | 記録 |
| ---- | ------------------------ | ---------------------------------- | ------ | ---- | ---- |
| 1991 | パンアメリカンゲームズ   | ハバナ（キューバ）                 | 走幅跳 | 3位  | 7m96 |
| 1992 | オリンピック             | バルセロナ（スペイン）             | 走幅跳 | 4位  | 8m11 |
| 1992 | IAAF陸上ワールドカップ   | ハバナ（キューバ）                 | 走幅跳 | 1位  | 7m97 |
| 1993 | 世界室内陸上選手権       | トロント（カナダ）                 | 走幅跳 | 1位  | 8m23 |
| 1995 | 世界室内陸上選手権       | バルセロナ（スペイン）             | 走幅跳 | 1位  | 8m51 |
| 1995 | パンアメリカンゲームズ   | マル・デル・プラタ（アルゼンチン） | 走幅跳 | 1位  | 8m50 |
| 1995 | 世界陸上選手権           | イェーテボリ（スウェーデン）       | 走幅跳 | 1位  | 8m70 |
| 1995 | IAAFグランプリファイナル | モンテカルロ（モナコ）             | 走幅跳 | 1位  | 8m49 |
| 1996 | オリンピック             | アトランタ（アメリカ合衆国）       | 走幅跳 | 12位 | 7m75 |
| 1997 | 世界室内陸上選手権       | パリ（フランス）                   | 走幅跳 | 1位  | 8m51 |
| 1997 | 世界陸上選手権           | アテネ（ギリシャ）                 | 走幅跳 | 1位  | 8m42 |
| 1997 | ユニバーシアード         | シチリア（イタリア）               | 走幅跳 | 1位  | 8m40 |
| 1997 | IAAFグランプリファイナル | 福岡（日本）                       | 走幅跳 | 1位  | 8m53 |
| 1998 | IAAF陸上ワールドカップ   | ヨハネスブルグ（南アフリカ共和国） | 走幅跳 | 1位  | 8m37 |
| 1999 | 世界室内陸上選手権       | 前橋（日本）                       | 走幅跳 | 1位  | 8m62 |
| 1999 | パンアメリカンゲームズ   | ウィニペグ（カナダ）               | 走幅跳 | 1位  | 8m52 |
| 1999 | 世界陸上選手権           | セビリア（スペイン）               | 走幅跳 | 1位  | 8m56 |
| 1999 | IAAFグランプリファイナル | ミュンヘン（ドイツ）               | 走幅跳 | 1位  | 8m43 |
| 2000 | オリンピック             | シドニー（オーストラリア）         | 走幅跳 | 1位  | 8m55 |
| 2001 | 世界室内陸上選手権       | リスボン（ポルトガル）             | 走幅跳 | 1位  | 8m43 |
| 2001 | 世界陸上選手権           | エドモントン（カナダ）             | 走幅跳 | 1位  | 8m40 |
| 2002 | IAAF陸上ワールドカップ   | マドリード（スペイン）             | 走幅跳 | 2位  | 8m19 |
| 2003 | パンアメリカンゲームズ   | サントドミンゴ（ドミニカ共和国）   | 走幅跳 | 1位  | 8m23 |
| 2004 | オリンピック             | アテネ（ギリシャ）                 | 走幅跳 | 7位  | 8m23 |

## 自己ベスト
- 走幅跳　8m71　(1995年7月18日、世界歴代9位)